# Чон Ын Джу
Чон Ын Джу (кор. 정은주, 鄭恩朱, р.30 сентября 1988 года в Соннаме, провинция Кёнгидо) — южнокорейская шорт-трекистка, 4-кратная чемпионка мира.

## Биография
Чон Ын Джу родилась в Соннаме, в 1988 году. Начала кататься на коньках в средней школе Сохен. В 2004 на своём первом чемпионате мира среди юниоров в Пекине завоевала золотую медаль в беге на 1500 м, заняла первое место в суперфинале и выиграла серебряную медаль в многоборье, а потом взяла золото в эстафете. Через года в Белграде стала третьей на 1500 м среди девушек и вновь выиграла золото в составе эстафетной команды. На своём третьем юниорском чемпионате мира в Меркуря-Чук выиграла на всех трёх дистанциях и в общем зачёте, а также заняла с партнёршами 2-е место в эстафете.  
В феврале 2007 года стала обладательницей золотой, серебряной и бронзовой медалей зимних Азиатских игр в Чанчуне, а в марте чемпионате мира в Милане выиграла золотую медаль в эстафете и заняла 2-е место в многоборье, завоевав золотую, две серебряных и одну бронзовую медали, а также стала обладательницей золотой медали чемпионата мира среди команд в Будапеште. В 2008 году на чемпионате мира в Канныне завоевала золотую медаль в эстафете и серебряную медаль в команде на чемпионате мира среди команд в Харбине. 
В марте 2009 года на Кубке мира в Австрии Чон получила травму в беге на 500 м, при столкновении соперница порезала ей ягодицу длиной 30 см и пришлось накладывать много швов. Через месяц она восстановилась, но не смогла показать хороших результатов на Олимпийском отборе в Ванкувере. Впоследствии травма мешала выступать ей в соревнованиях и она полностью погрузилась в учёбу в Корейском национальном спортивном университете Сеула, который окончила в феврале 2011 года со степенью бакалавра вместе с Ли Сан Хва, а позже присоединилась к мэрии Кояна и планировала снова участвовать на зимних Олимпийских играх в 2014 году.
```
«Если я преодолею травму и выиграю золотую медаль на зимних Олимпийских играх в Сочи, это будет дороже, чем чья-либо медаль», - сказала она.
```

Окончание средней школы Сохен, 
Чон Ын Джу после 2012 года изучала английский язык, чтобы участвовать в отечественной спортивной организации. В феврале 2014 приехала в Сочи на Олимпиаду, но в качестве зрителя, чтобы встретиться со своими старыми товарищами по команде.
В настоящее время она преподает спортсменам в Центре непрерывного образования Корейского спортивного университета в Сеуле.